# Rolf Lacour
Rolf Lacour (ur. 26 czerwca 1937 w Saarbrücken, zm. 28 stycznia 2018 w Köllerbach) – zachodnioniemiecki zapaśnik walczący w obu stylach. Trzykrotny olimpijczyk. Czwarty w Tokio 1964 i piąty w Meksyku 1968, w stylu klasycznym. Dziewiąty w Monachium 1972 w stylu wolnym. Walczył w kategorii 48 – 52 kg.
Wicemistrz świata w 1965; trzeci w 1966; czwarty w 1962; piąty w 1967 i 1969.
Mistrz Europy w 1969 i trzeci w 1967 roku.
Mistrz RFN w 1962, 1966, 1967, 1968, 1969 i 1972; drugi w 1959, 1960, 1961, 1963, 1964 i 1965 w stylu wolnym. Mistrz w stylu klasycznym w 1962, 1963, 1967 i 1969; drugi w 1961, 1965, 1966, 1970 i 1972; trzeci w 1959, 1960 i 1971 roku.